# Hợi
Hợi (亥) là một trong số 12 chi của Địa chi, thông thường được coi là địa chi thứ 12, đứng trước nó là Tuất. Do sử dụng thiên can địa chi có tính tuần hoàn nên có thể coi đứng sau nó là Tý.
Tháng Hợi trong nông lịch là tháng mười âm lịch. Về thời gian thì giờ Hợi tương ứng với khoảng thời gian từ 21:00 tới 23:00 trong 24 giờ mỗi ngày. Về phương hướng thì Hợi chỉ hướng bắc tây bắc. Theo Ngũ hành thì Hợi tương ứng với Thủy, theo thuyết Âm-Dương thì Hợi là Âm.
Hợi mang ý nghĩa đóng hay khép lại, chỉ trạng thái của cây cỏ hoàn toàn khô héo tại các vĩ độ ôn đới thấp và nhiệt đới trong khoảng thời gian này.
Để tiện ghi nhớ hoặc là do sự giao thoa văn hóa nên mỗi địa chi được ghép với một trong 12 con giáp. Tại Trung Quốc, bán đảo Triều Tiên (gồm cả Cộng hòa Dân chủ Nhân dân Triều Tiên và Hàn Quốc), Nhật Bản và Việt Nam thì Hợi tương ứng với lợn (ở Nhật Bản là lợn rừng, không phải lợn nhà).
Trong lịch Gregory, năm Hợi là năm mà chia cho 12 dư 3

## Các can chi Hợi
- Ất Hợi
- Đinh Hợi
- Kỷ Hợi
- Tân Hợi
- Quý Hợi